# Joseph Gorionides
Joseph Gorionides appelé aussi Ben Gorion et Jossiphon est un rabbin du VIIIe ou du IXe siècle. 

## Biographie
Il est auteur d’une Histoire juive qui a été imprimée à Mantoue vers 1470, le Josippon, et qui a été traduite en latin par Munster, Bâle, 1541, et par Gagnier, Oxford, 1706.